# Fierville-les-Mines
Fierville-les-Mines és un municipi francès situat al departament de la Manche i a la regió de Normandia. L'any 2007 tenia 304 habitants.

## Demografia

### Població
El 2007 la població de fet de Fierville-les-Mines era de 304 persones. Hi havia 125 famílies de les quals 45 eren unipersonals (41 homes vivint sols i 4 dones vivint soles), 36 parelles sense fills, 32 parelles amb fills i 12 famílies monoparentals amb fills.
La població ha evolucionat segons el següent gràfic:
Habitants censats

### Habitatges
El 2007 hi havia 212 habitatges, 132 eren l'habitatge principal de la família, 67 eren segones residències i 13 estaven desocupats. 206 eren cases i 3 eren apartaments. Dels 132 habitatges principals, 99 estaven ocupats pels seus propietaris, 27 estaven llogats i ocupats pels llogaters i 5 estaven cedits a títol gratuït; 2 tenien una cambra, 3 en tenien dues, 40 en tenien tres, 35 en tenien quatre i 52 en tenien cinc o més. 114 habitatges disposaven pel capbaix d'una plaça de pàrquing. A 72 habitatges hi havia un automòbil i a 46 n'hi havia dos o més.

### Piràmide de població
La piràmide de població per edats i sexe el 2009 era:
| Homes | Edats   | Dones |
| ----- | ------- | ----- |
| 0     | 95 o +  | 0     |
| 0     | 90 a 94 | 0     |
| 0     | 85 a 89 | 0     |
| 4     | 80 a 84 | 0     |
| 12    | 75 a 79 | 16    |
| 4     | 70 a 74 | 12    |
| 12    | 65 a 69 | 8     |
| 4     | 60 a 64 | 12    |
| 8     | 55 a 59 | 12    |
| 4     | 50 a 54 | 0     |
| 0     | 45 a 49 | 4     |
| 16    | 40 a 44 | 0     |
| 20    | 35 a 39 | 16    |
| 4     | 30 a 34 | 4     |
| 8     | 25 a 29 | 12    |
| 8     | 20 a 24 | 0     |
| 0     | 15 a 19 | 8     |
| 20    | 10 a 14 | 8     |
| 12    | 5 a 9   | 24    |
| 8     | 0 a 4   | 4     |

## Economia
El 2007 la població en edat de treballar era de 181 persones, 116 eren actives i 65 eren inactives. De les 116 persones actives 106 estaven ocupades (66 homes i 40 dones) i 10 estaven aturades (6 homes i 4 dones). De les 65 persones inactives 29 estaven jubilades, 10 estaven estudiant i 26 estaven classificades com a «altres inactius».

### Ingressos
El 2009 a Fierville-les-Mines hi havia 138 unitats fiscals que integraven 313 persones, la mediana anual d'ingressos fiscals per persona era de 14.834 €.

### Activitats econòmiques
Dels 15 establiments que hi havia el 2007, 1 era d'una empresa alimentària, 1 d'una empresa de fabricació d'altres productes industrials, 3 d'empreses de construcció, 1 d'una empresa de comerç i reparació d'automòbils, 2 d'empreses de transport, 1 d'una empresa d'hostatgeria i restauració, 1 d'una empresa financera, 1 d'una empresa immobiliària, 2 d'empreses de serveis i 2 d'empreses classificades com a «altres activitats de serveis».
Dels 4 establiments de servei als particulars que hi havia el 2009, 1 era un guixaire pintor, 1 fusteria, 1 perruqueria i 1 restaurant.
L'únic establiment comercial que hi havia el 2009 era una carnisseria.
L'any 2000 a Fierville-les-Mines hi havia 33 explotacions agrícoles que ocupaven un total de 533 hectàrees.

## Poblacions més properes
El següent diagrama mostra les poblacions més properes.